# Charles François d’Angennes
Charles François d’Angennes (* Dezember 1648; † April 1691) war Marquis von Maintenon und eine der kontroversesten und am wenigsten beachteten Persönlichkeiten der Geschichte der Antillen. Zunächst war er Kaperfahrer und stieg dann 1685, nachdem er für Louis XIV. zahlreiche Piraten entwaffnet hatte, rasch zum reichsten Pflanzer in Martinique auf.

## Der Kampf gegen die Holländer und Engländer
Angennes engagierte sich 1669 als Oberleutnant in der königlichen Marine, 1670 stieß er mit dem Schiff La Sybille in See und übernahm 1772 nach dem Tod des Kapitäns das Kommando. Es handelte sich um einen Feldzug gegen holländische Piraten vor  Curaçao. Ferner wurden englische Schiffe, die bei Saint-Domingue vor Anker lagen, angegriffen. 1673 kehrte Angennes nach Frankreich zurück und entschied sich, aufgrund der weite Kreise ziehenden Anschuldigungen der Giftaffäre direkt auf die Antillen zurückzukehren. Vor seiner Abreise verkaufte er sein Schloss.

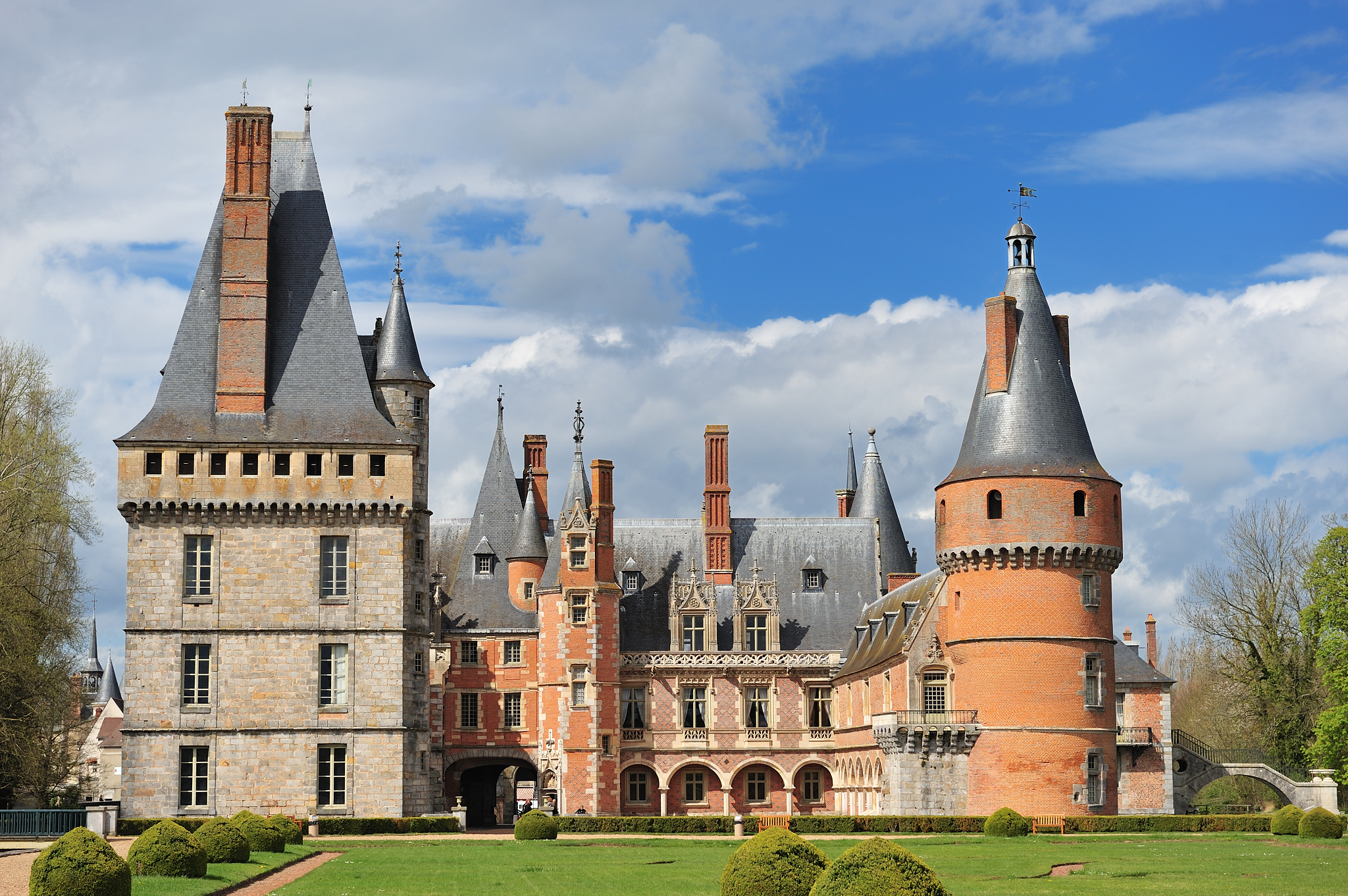
Schloss Maintenon von Süden: links der Donjon, in der Mitte das Corps de Logis und rechts einer der runden Ecktürme mit dem Ostflügel

## Der Verkauf des Schlosses an die Mätresse von Louis XIV.
Als Sohn von Louis d’Angennes de Rochefort de Salvert, dem Marquis von Maintenon und Meslay und von Marie Le Clerc du Tremblay hatte er den Titel Marquis von Maintenon und das Schloss Maintenon in der Nähe von Chartres geerbt.
Nachdem er 1674 sein Schloss an Françoise d’Aubigné verkauft hatte, die im selben Jahr zur Mätresse von Louis XIV. wurde, schloss er sich mit 25 Jahren den Piraten auf dem Karibischen Meer an. Vier Jahre später wurde er Pflanzer in Martinique, in derselben Stadt, in der Françoise d’Aubigné aufgewachsen war.

## 1676–1678: Anführer einer Flotte von Freibeutern
Im Oktober 1675 verließ er als Kommandant der Fontaine d’Or in Begleitung des Freibeuters Bernard Lemoigne Nantes. 1676 attackierte er mit einer Flotte von 10 Schiffen und 800 Freibeutern Isla Margarita, Trinidad und Cumaná.
Der Freibeuter John Coxon trennte sich von der Flotte und plünderte im Juli 1677 den Hafen von Santa Marta, kehrte mit seinen Verbündeten nach Jamaika zurück, wo er sich dem Gouverneur Vaughan unterwarf und an ihn den Bischof von Santa Marta auslieferte, den er gefangen genommen hatte, um Lösegeld zu erwirken. Im Gegenzug wurde John Coxon amnestiert.
Im Juni 1682 unterwarf sich Coxon dem Gouverneur von Jamaika, Thomas Lynch, der ihn damit beauftragte, sowohl englische als auch französische Piraten zu jagen.
Thomas Lynch war seit 1671 Gouverneur von Jamaika und seine erste Amtshandlung bestand darin, sowohl seinen Vorgänger Thomas Modyford als auch Henry Morgan verhaften zu lassen, da diese einen Angriff auf Panama organisiert hatten. Beide wurden in London ins Gefängnis geworfen, allerdings wurde Morgan vom König begnadigt.
Angennes machte sich bei den Freibeutern vor allem durch seine Berichte darüber einen Namen, wie er einmal Opfer der Ureinwohner der Karibik wurde. Zu dieser Zeit wurden Henry Morgan und sein Schwager Byndloss von Byndloss über ihre Verbindungen zu den Seeräubern befragt.
Ähnlich wie Henry Morgan wurde auch Angennes später ein reicher Pflanzer und Gouverneur mit der Aufgabe die kleinen Tabakbauern zu verdrängen, die mit den Freibeutern zusammenarbeiteten.

## Im Dienste des Königs
Nach der Amnestie von Angennes im Jahre 1678 stand er erneut im Dienst des Königs und verfolgte mit dem Schiff La Sorcière  Piraten und entwaffnete sie. Ferner war er von 1679 bis 1676 Gouverneur von Marie-Galante.
Als Jean-Baptiste Colbert, der in Ungnade gefallen war, versuchte das Erbe seines Sohnes zu retten und, um dem König zu gefallen, Freibeuter entwaffnen wollte, schickte ihm Angennes eine Liste mit Freibeutern, die er bereits entwaffnet hatte.
Das Entwaffnen der Piraten wurde bis am 19. März 1687 intensiv vorangetrieben. An diesem Datum lief ein Ultimatum des Gouverneurs von Saint-Domingue, Pierre-Paul Tarin de Cussy, ab, das den auf der Insel verbleibenden Freibeutern zwei Möglichkeiten bot: Die Amnestie oder die Abreise. Ein Jahr später verkündete Jakob II. die Abschaffung der englischen Freibeuterei und die Verhaftung der Kapitäne der Schiffe.

## Einer der ersten Kunden der Senegalkompanie
Charles François d’Angennes war von 1679 bis 1686 Gouverneur der Antilleninsel Marie-Galante. Am 16. März 1679 unterzeichnete er mit der Senegalkompanie einen Vertrag über eine Lieferung von 1600 schwarzen Sklaven über eine Zeitspanne von vier Jahren verteilt. Allerdings beklagten sich die königlichen Beamten bereits innerhalb der ersten sechs Monate, dass lediglich 600 bis 700 Sklaven geliefert worden waren.
1682 erhielt er von Louis XIV. das Monopol für vier Jahre für den Handel zwischen dem spanischen Venezuela und den französischen Kolonien. Er hatte fortan das Recht, 245 Tonnen Zucker jährlich zu verkaufen (entsprach ca. 10 % der Gesamtproduktion Martiniques). Die übrigen Pflanzer mussten ihren Zuckeranteil an die Raffineriebesitzer verkaufen.
Bereits 1669 war die Produktivität der Raffinerien von Martinique beinahe doppelt so hoch wie diejenige von Guadeloupe. 1674 produzierte St. Kitts rund 40 % des französischen Zuckeranteils, der Anteil erhöhte sich innerhalb der nächsten acht Jahre auf 50 %.